# Neveklov
Neveklov är en stad i Tjeckien.   Den ligger i regionen Mellersta Böhmen, i den centrala delen av landet, 40 km söder om huvudstaden Prag. Neveklov ligger 412 meter över havet och antalet invånare är 2 357.
Terrängen runt Neveklov är platt åt sydost, men åt nordväst är den kuperad. Terrängen runt Neveklov sluttar norrut. Runt Neveklov är det ganska glesbefolkat, med 32 invånare per kvadratkilometer. Närmaste större samhälle är Benešov, 11,5 km öster om Neveklov. Omgivningarna runt Neveklov är en mosaik av jordbruksmark och naturlig växtlighet.